# Guvid mic
Guvidul mic (Knipowitschia caucasica) este un pește marin mic din familia gobiide răspândit în apele din Marea Neagră, Marea Azov, Marea Caspică și Marea Egee, în limanurile și lacurile litorale, în Dunăre (până la Călărași).